# Tabla de senos de Madhava

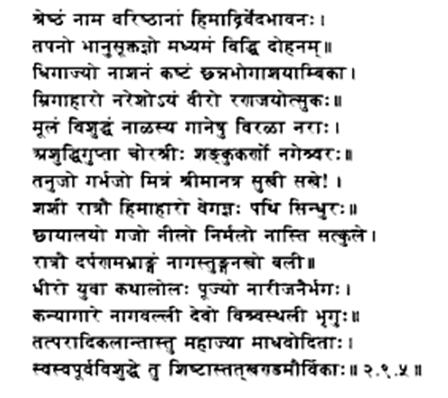
Figura 1. La tabla de senos de Madhava en idioma sánscrito escrito con caracteres Devanagari

La tabla de senos de Madhava, es la tabla de senos trigonométricos compuesta en el siglo XIV por el matemático y astrónomo indio de la escuela de Kerala, Madhava de Sangamagrama. La tabla enumera los jya o Rsenos de veinticuatro ángulos que son múltiplos de 3,75° hasta 90,00°, en pasos de 3,75° (1/24 de un ángulo recto de 90°). El Rseno es el seno multiplicado por un radio seleccionado ({\displaystyle R}) y presentado como número entero. En esta tabla, como en la tabla de senos de Āryabhaṭa, {\displaystyle R} se toma como {\displaystyle {\frac {21600}{2\pi }}\approx 3437,75}
La tabla está codificada en las letras del alfabeto Devanagari, en idioma sánscrito usando el sistema Katapayadi. Esto le da a las entradas de la tabla la apariencia de los versos de un poema. 
Aún no se ha encontrado el trabajo original de Madhava que contiene la tabla de senos, que aparece reproducida en el Aryabhatiyabhashya de Nilakantha Somayaji (1444-1544) y también en el comentario Yuktidipika/Laghuvivrti del Tantrasamgraha, escrito por Sankara Variar (circa. 1500-1560).

## La tabla
La imagen anexa a este artículo muestra la tabla de senos de Madhava reproducida en la obra de  C. K. Raju  titulada "Cultural Fundations of Mathematics" (Fundamentos culturales de las matemáticas). Las primeras doce líneas constituyen las entradas en la tabla. La última palabra en la decimotercera línea indica que se corresponden "según lo dicho por Madhava" (véase la Figura 1 del artículo).

## Una forma sencilla de entender la tabla.
Sin entrar en la razón de por qué se eligió el valor de {\displaystyle R\approx 3437,75}, la forma más sencilla de relacionar las tablas de jyas con nuestro concepto moderno de tablas de senos es que, hoy en día, los senos de las tablas se dan como decimales con cierta precisión. Si {\displaystyle \sin(15^{\circ })} se da como 0,1736, significa que el número racional {\displaystyle {\frac {1736}{10000}}} es una buena aproximación del número real de precisión infinita. Las únicas diferencias son que los números se expresan con palabras (puesto que no se usaron cifras arábigas orientales) y que, anteriormente no había sido estandarizado el sistema de numeración decimal para las fracciones. De ahí que utilizara para expresar las cantidades el sistema sexagesimal, vigente entonces en la India. Por lo tanto, los valores de los senos representados en las tablas pueden tomarse simplemente como una aproximación de los valores enteros dados divididos por el valor de {\displaystyle R} elegido para la tabla. 
Otro posible punto de confusión es el uso de medidas de ángulos como minutos de arco, etc. al expresar los Rsenos. Los senos modernos son razones sin unidades. Los Jyas o Rsenos son senos multiplicados por una medida de longitud o distancia. Sin embargo, dado que estas tablas se utilizaron principalmente para astronomía y la distancia en la esfera celeste se expresa en medidas de ángulos, estos valores también se dan de la misma manera. Sin embargo, la unidad no es realmente importante y no es necesario tomarla demasiado en serio, ya que de todos modos el valor se utilizará como parte de un racional y la unidad se cancelará.
Sin embargo, esto también lleva al uso de subdivisiones sexagesimales en el refinamiento de Madhava de la tabla anterior de Aryabhata. En lugar de elegir un valor de {\displaystyle R} más grande, dio la precisión adicional determinada por él, además de los minutos dados anteriormente usando segundos y sexagésimas de segundo. Como antes, estos pueden tomarse simplemente como una forma diferente de expresar fracciones y no necesariamente como medidas de ángulos.

## Otra forma, más difícil, de entender los valores

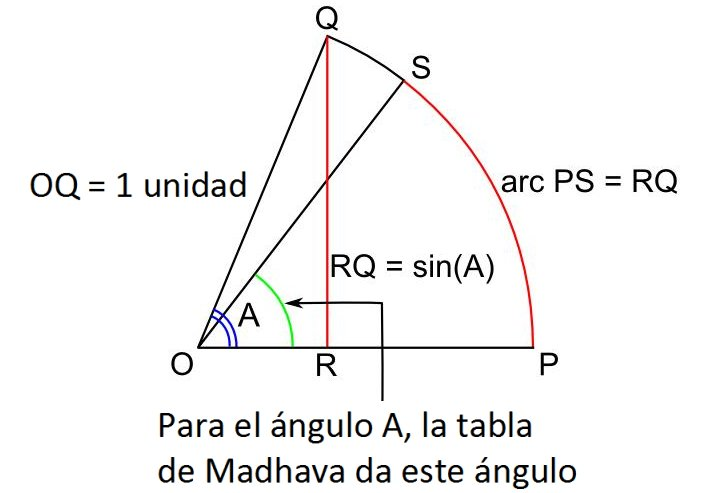
Figura 2. Diagrama que explica el significado de los valores en la tabla de Madhava

Para comprender el significado de los valores tabulados por Madhava, considérese un ángulo cuya medida es A. Dado un círculo de radio unidad y de centro O, el arco PQ del círculo subtiende el ángulo A respecto al centro O. Si se traza el segmento QR perpendicular, de Q a OP; entonces la longitud del segmento de línea RQ es el valor del seno trigonométrico del ángulo A. Sea PS un arco del círculo cuya longitud es igual a la longitud del segmento RQ. Para varios ángulos A, la tabla de Madhava da las medidas de los ángulos correspondientes {\displaystyle \angle } POS en minutos de arco, segundos de arco y sexagésimas de segundo de arco. 
Como ejemplo, sea A un ángulo cuya medida sea 22,50°. En la tabla de Madhava, la entrada correspondiente a dicho ángulo es la medida en minutos, segundos y sexagésimas de segundos de arco del ángulo cuya medida en radianes es el valor moderno de {\displaystyle \sin(22,50^{\circ })\approx 0,382683432363}. Si convertimos este valor en grados, se obtiene: 
{\displaystyle {\begin{aligned}0,382683432363\,rad&=\left({\frac {180*0.382683432363}{\pi }}\right)^{\circ }\\&=21.926145564094^{\circ }\\&=21^{\circ }\,55'\,34''\,07'''\\&=1315'\,34''\,07'''\end{aligned}}}
En el último renglón de esta igualdad, el ángulo en radianes equivale a 1315 minutos de arco,  34 segundos de arco y 7 sexagésimas de arcosegundo. En el sistema Katapayadi los dígitos están escritos en el orden inverso. Así, en la tabla de Madhava, la entrada que corresponde a 22.50° es 70435131.

## Deducción de los senos trigonométricos de la tabla de Madhava
Para un ángulo cuya medida es A, éste equivale al arco {\displaystyle \angle POS} según la Figura 2. 
{\displaystyle \angle POS=m{\text{ minutos de arco,  }}s{\text{ segundos de arco,  }}t{\text{ sexagésimas de segundo de arco}}}
Entonces: 
{\displaystyle {\begin{aligned}\sin(A)&=RQ\\&={\text{longitud del arco }}PS\\&=\angle POS{\text{ en radianes}}\\&={\frac {\pi }{180\times 60}}\left(m+{\frac {s}{60}}+{\frac {t}{60\times 60}}\right).\end{aligned}}}
Cada una de las líneas de la tabla especifica ocho dígitos. Considerando que los dígitos correspondientes al ángulo A (leídos de izquierda a derecha) sean 
{\displaystyle d_{1}\quad d_{2}\quad d_{3}\quad d_{4}\quad d_{5}\quad d_{6}\quad d_{7}\quad d_{8}}
Entonces, de acuerdo con las reglas del sistema Katapayadi utilizado por los matemáticos de Kerala, se tiene 
{\displaystyle {\begin{aligned}m&=d_{8}\times 1000+d_{7}\times 100+d_{6}\times 10+d_{5}\\s&=d_{4}\times 10+d_{3}\\t&=d_{2}\times 10+d_{1}\end{aligned}}}

## Ejemplo
La tabla de Madhava enumera los siguientes dígitos correspondientes al ángulo de 45.00°: 
{\displaystyle 5\quad 1\quad 1\quad 5\quad 0\quad 3\quad 4\quad 2}
Esto produce el arco igual a: 
{\displaystyle {\begin{aligned}m&=2\times 1000+4\times 100+3\times 10+0{\text{ minutos de arco}}\\&=2430{\text{ minutos de arco}}\\s&=5\times 10+1{\text{ segundos de arco}}\\&=51{\text{ segundos de arco}}\\t&=1\times 10+5{\text{ sexagésimas de segundo de arco}}\\&=15{\text{ sexagésimas de segundo de arco}}\end{aligned}}}
El valor del seno de 45,00° es el arco anterior, dado en la tabla de Madhava, dividido entre el valor de {\displaystyle R}: 
{\displaystyle \sin 45^{\circ }={\frac {\pi }{180\times 60}}\left(2430+{\frac {51}{60}}+{\frac {15}{60\times 60}}\right)\approx 0,70710681406927}
Este valor se puede comparar con el valor moderno exacto que es de aproximadamente 0,70710678118655, lo que produce un error aproximado de {\displaystyle 3,29\,*10^{-8}}. 

## El valor de Madhava de pi
Para completar los cálculos numéricos, se debe tener conocimiento del valor de pi {\displaystyle (\pi )}, para lo que se utiliza el calculado por el propio Madhava. Nilakantha Somayaji recogió este valor  en su Āryabhaṭīya-Bhashya de la siguiente manera:

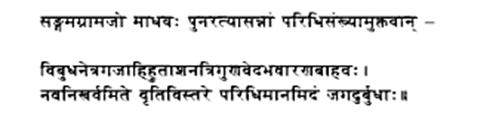
Figura 3. El valor de pi calculado por Madhava, en forma de texto en idioma sánscrito.

La transcripción de las dos últimas líneas toma la forma:
vibudha-netra-gaja-ahi-hutāśana

tri-guṇa-veda-bha-vāraṇa-bāhavaḥ

nava-nikharva-mite vr̥tivistare: 

paridhi-mānam idaṁ jagadur budhāḥ
Las diversas palabras indican ciertos números codificados en un esquema conocido como el sistema bhūtasaṃkhyā. El significado de las palabras y los números codificados por ellas (comenzando con el lugar de las unidades) se detallan en la siguiente traducción del versículo: "Dioses (vibudha : 33), ojos (netra : 2), elefantes (gaja : 8), serpientes (ahi : 8), incendios (hutāśana : 3), tres (tri : 3), cualidades (guṇa : 3), vedas (veda : 4), nakṣatras (bha : 27), elefantes (vāraṇa : 8) y armas (bāhavaḥ : 2) - los sabios dicen que esta es la medida de la circunferencia cuando el diámetro de un círculo es nava-nikharva (900 000 000 000)". 
Entonces, en la traducción del poema usando el sistema bhūtasaṃkhyā, simplemente se leerá:
2827433388233 es, como dicen los sabios, la circunferencia de un círculo cuyo diámetro es nava-nikharva (900 000 000 000).

Es decir, se debe dividir 2 827 433 388 233 (el número de las dos primeras líneas del poema en orden inverso) por nava-nikharva (900 000 000 000) para obtener el valor de {\displaystyle \pi =3,1415926535922}, utilizado por Madhava en sus cálculos posteriores, y que tiene una precisión de 11 decimales.

## Comparación de los valores sinusoidales modernos y de Madhava
En la tabla que figura a continuación, la primera columna contiene la lista de los veinticuatro ángulos que comienza con 3.75 y termina con 90.00. La segunda columna contiene los valores tabulados por Madhava en Devanagari, en la forma en la que el propio Madhava los dio (tomados del Comentario Malayalam de Karanapaddhati por P. K. Koru, ligeramente diferentes de la tabla dada en Cultural Foundations of Mathematics). La tercera columna contiene transcripciones según la norma ISO 15919 de las líneas dadas en la segunda columna. Los dígitos codificados por las líneas en la segunda columna se dan en números arábigos en la cuarta columna. Los valores de los senos trigonométricos derivados de los números especificados en la tabla de Madhava se enumeran en la quinta columna. Estos valores se calculan utilizando el valor aproximado de 3,1415926535922 para π obtenido por Madhava. A modo de comparación, los valores exactos de los senos trigonométricos de los ángulos se dan en la sexta columna. 
| Ángulo A, en grados | Rseno A dado por Madhava | Rseno A dado por Madhava      | Rseno A dado por Madhava | Valor moderno del ángulo decodificado |
| ------------------- | ------------------------ | ----------------------------- | ------------------------ | ------------------------------------- |
| Ángulo A, en grados | Texto usando Devanagari  | Transcripción según ISO 15919 | Ángulo decodificado      | Valor moderno del ángulo decodificado |
| (1)                 | (2)                      | (3)                           | (4)                      | (5)                                   |
| 03,75               | श्रेष्ठं नाम वरिष्ठानां            | śreṣṭhaṁ nāma variṣṭhānāṁ     | 0224′50″22‴              | 0224′50″21.83‴                        |
| 07,50               | हिमाद्रिर्वेदभावनः               | himādrirvēdabhāvanaḥ          | 0448′42″58‴              | 0448′42″57.58‴                        |
| 11,25               | तपनो भानुसूक्तज्ञो              | tapanō bhānusūktajñō          | 0670′40″16‴              | 0670′40″16.05‴                        |
| 15,00               | मध्यमं विद्धि दोहनम्            | madhyamaṁ viddhi dōhanam      | 0889′45″15‴              | 0889′45″15.61‴                        |
| 18,75               | धिगाज्यो नाशनं कष्टं             | dhigājyō nāśanaṁ kaṣṭaṁ       | 1105′01″39‴              | 1105′01″38.94‴                        |
| 22,50               | छन्नभोगाशयाम्बिका               | channabhōgāśayāmbikā          | 1315′34″07‴              | 1315′34″07.44‴                        |
| 26,25               | मृगाहारो नरेशोयं                | mr̥gāhārō narēśōyaṁ            | 1520′28″35‴              | 1520′28″35.46‴                        |
| 30,00               | वीरो रणजयोत्सुकः               | vīrō raṇajayōtsukaḥ           | 1718′52″24‴              | 1718′52″24.19‴                        |
| 33,75               | मूलं विशुद्धं नाळस्य             | mūlaṁ viśuddhaṁ nāḷasya       | 1909′54″35‴              | 1909′54″35.19‴                        |
| 37,50               | गानेषु विरळा नराः               | gāneṣu viraḷā narāḥ           | 2092′46″03‴              | 2092′46″03.49‴                        |
| 41,25               | अशुद्धिगुप्ता चोरश्रीः             | aśuddhiguptā cōraśrīḥ         | 2266′39″50‴              | 2266′39″50.21‴                        |
| 45,00               | शङ्कुकर्णो नगेश्वरः             | śaṅkukarṇō nageśvaraḥ         | 2430′51″15‴              | 2430′51″14.59‴                        |
| 48,75               | तनुजो गर्भजो मित्रं             | tanujō garbhajō mitraṃ        | 2584′38″06‴              | 2584′38″05.53‴                        |
| 52,50               | श्रीमानत्र सुखी सखे             | śrīmānatra sukhī sakhē        | 2727′20″52‴              | 2727′20″52.38‴                        |
| 56,25               | शशी रात्रौ हिमाहारौ              | śaśī rātrou himāhārou         | 2858′22″55‴              | 2858′22″55.11‴                        |
| 60,00               | वेगज्ञः पथि सिन्धुरः             | vēgajñaḥ pathi sindhuraḥ      | 2977′10″34‴              | 2977′10″33.73‴                        |
| 63,25               | छाया लयो गजो नीलो              | chāya layō gajō nīlō          | 3083′13″17‴              | 3083′13″16.94‴                        |
| 67,50               | निर्मलो नास्ति सत्कुले            | nirmalō nāsti satkulē         | 3176′03″50‴              | 3176′03″49.97‴                        |
| 71,25               | रात्रौ दर्पणमभ्राङ्गं            | rātrou darpaṇamabhrāṅgaṁ      | 3255′18″22‴              | 3255′18″21.58‴                        |
| 75,00               | नागस्तुङ्गनखो बली              | nāgastuṅganakhō balī          | 3320′36″30‴              | 3320′36″30.20‴                        |
| 78,75               | धीरो युवा कथालोलः               | dhīrō yuvā kathālōlaḥ         | 3371′41″29‴              | 3371′41″29.15‴                        |
| 82,50               | पूज्यो नारीजनैर्भगः              | pūjyō nārījanairbhagaḥ        | 3408′20″11‴              | 3408′20″10.93‴                        |
| 86,25               | कन्यागारे नागवल्ली              | kanyāgārē nāgavallī           | 3430′23″11‴              | 3430′23″10.65‴                        |
| 90,00               | देवो विश्वस्थली भृगुः             | devō viśvasthalī bhr̥ guḥ      | 3437′44″48‴              | 3437′44″48.37‴                        |

## Método de cálculo de Madhava
No ha sobrevivido ningún trabajo de Madhava que detalle los métodos que utilizó para el cálculo de la tabla de senos. Sin embargo, a partir de los escritos de matemáticos posteriores de Kerala, como Nilakantha Somayaji (Tantrasangraha) y Jyeshtadeva (Yuktibhāṣā), que dan amplias referencias de los logros de Madhava, se conjetura que calculó su tabla de senos utilizando el equivalente al desarrollo en serie de potencias del seno: 
{\displaystyle \sin x=x-{\frac {x^{3}}{3!}}+{\frac {x^{5}}{5!}}-{\frac {x^{7}}{7!}}+\cdots }

## Lecturas relacionadas
- Bag, A.K. (1976). «Madhava's sine and cosine series». Indian Journal of History of Science (Indian National Academy of Science) 11 (1): 54-57. Archivado desde el original el 5 de julio de 2015. Consultado el 21 de agosto de 2016.
- Para una descripción del cálculo de Madhava de la tabla sinusoidal ver: Van Brummelen, Glen (2009). The mathematics of the heavens and the earth: the early history of trigonometry. Princeton: Princeton University Press. pp. 113-120. ISBN 978-0-691-12973-0.
- Para una discusión exhaustiva del cálculo de la tabla seno de Madhava con referencias históricas: C.K. Raju (2007). Cultural foundations of mathematics: The nature of mathematical proof and the transmission of calculus from India to Europe in the 16 thc. CE. History of Philosophy, Science and Culture in Indian Civilization. X Part 4. Delhi: Centre for Studies in Civilizations. pp. 114-123.

- Datos: Q14556945